# Traumatismo de vejiga
En medicina humana y veterinaria, un traumatismo vesical es cualquier lesión violenta ejercida sobre la vejiga urinaria, por lo general, como resultado de un golpe contuso o una herida penetrante. Aunque en el pasado un traumatismo vesical era una patología grave asociada a una elevada tasa bruta de mortalidad, actualmente, con un diagnóstico efectivo y rápido y el tratamiento médico y quirúrgico, cursan con un pronóstico excelente. Las heridas vesicales pueden ocurrir tanto en traumatismos cerrados como en penetrantes pero, en cualquier caso, es poco frecuente debido a la protección que le presta su posición dentro de la pelvis ósea.

## Etiología
La lesión traumática de la vejiga puede ser el resultado de golpes violentos con objetos romos y contusos, por lo general asociados a traumatismo de la pelvis. La causa más frecuente son los accidentes automovilísticos, aunque cerca del 10% son por caídas y patadas. Entre el 8 y 10% de las fracturas de pelvis se acompañan con lesiones de la vejiga. También puede resultar de la penetración de un objeto cortante, como un cuchillo o por proyectiles como las heridas de bala. Otras lesiones de la vejiga urinaria ocurren por compresión de la vejiga distendida asociada o no a fractura pélvica. Las lesiones vesicales no siempre exigen para su producción un enérgico, violento, directo y evidente agente externo.

### Causas no violentas

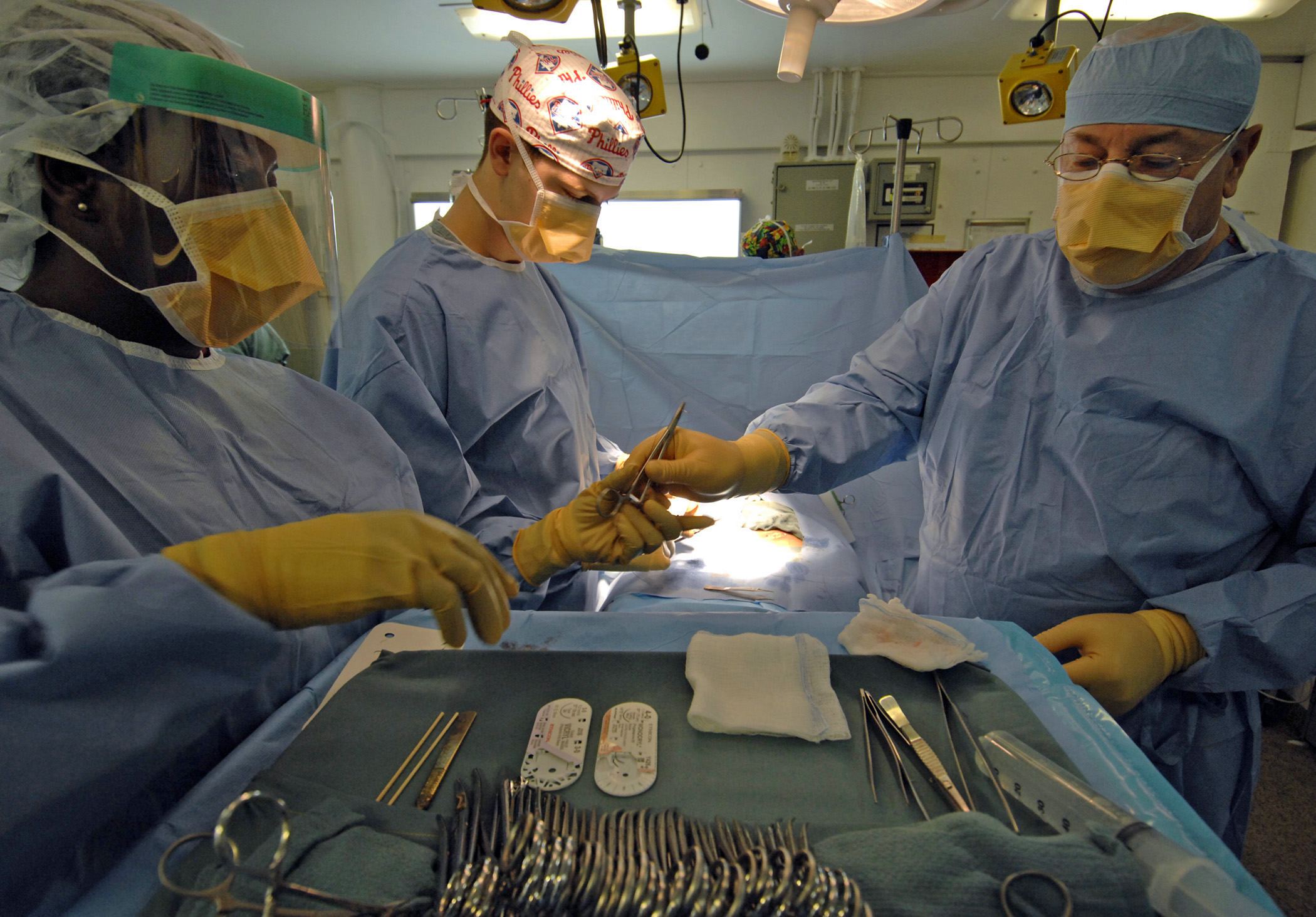
La cirugía de abdomen y pelvis conllevan un riesgo de lesiones, incluyendo sobre la vejiga.

La vejiga puede resultar lastimada durante un parto prolongado o la obtención del bebé por fórceps debido a la persistente presión de la cabeza fetal contra el pubis de la madre pudiendo conducir a la necrosis de la vejiga. La laceración directa de la vejiga urinaria, se reportó en el 0,3% de mujeres que se sometieron a una cesárea. Los partos con cesárea o la reparación quirúrgica de hernias pueden dejar adherencias abdominales resultantes en un factor de riesgo para vulnerabilidad de la vejiga, como la aparición de fístulas y otros problemas vesico-uterinos. Las lesiones de vejiga pueden ocurrir durante una histerectomía vaginal o abdominal. No es infrecuente la perforación de la vejiga durante una biopsia de vejiga, la resección transuretral de la próstata, o una resección transuretral de tumores vesicales. Al parecer, la incidencia de la perforación vesical es tan alto como un 36% después de una biopsia vesical.
La colocación de clavos o tornillos ortopédicos comúnmente pueden perforar la vejiga urinaria, en particular durante la fijación interna de fracturas de pelvis. 
Los pacientes diagnosticados con el alcoholismo y las personas que crónicamente beben una gran cantidad de líquidos son susceptibles a lesiones de la vejiga, puesto que la vejiga se lesiona con mayor facilidad cuando está distendida por el contenido urinario. Por ejemplo, en este tipo de pacientes, una simple caída con su vejiga sobredistendida puede causar un desgarro o estallido de la vejiga. La radiación, infección micótica, bacteriana pueden también causar rotura vesical, así como la rotura espontánea.

## Cuadro clínico
Los tres principales síntomas de un probable traumatismo de vejiga son la presencia de sangre en la orina, dolor y dificultades para comenzar a orinar o para vaciar la vejiga y dolor abdominal bajo o pélvico.

## Diagnóstico

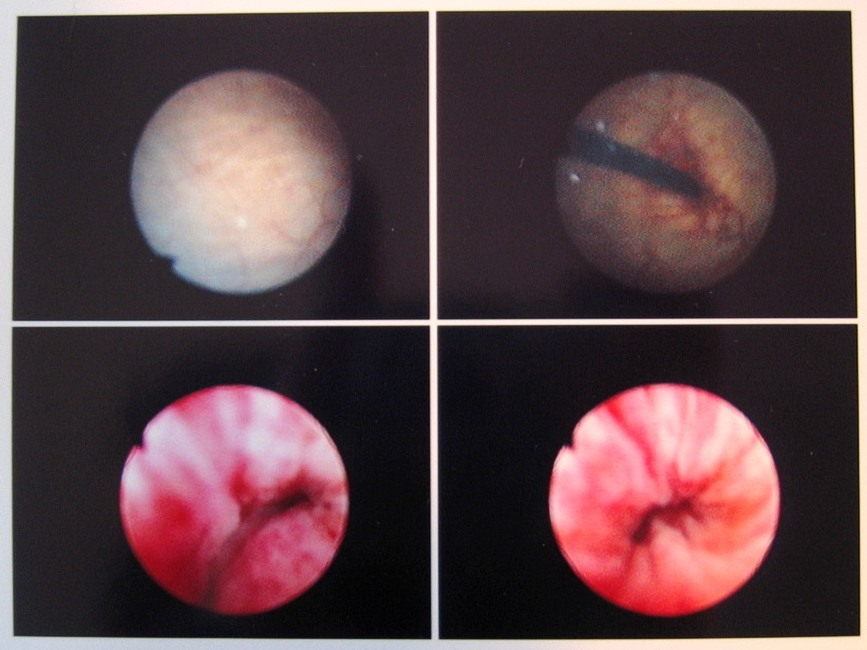
Citoscopía exploratoria de la vejiga (dos superiores) y uretra (dos inferiores).

El diagnóstico de lesiones en la vejiga puede establecerse mediante una cistografía, un examen en el cual se inyecta una sustancia radiopaca, visible con rayos X, dentro de la vejiga para luego hacer radiografías en busca de fugas de orina. La cistografía asistida por tomografía computarizada se ha usado en algunos medios en lugar de la cistografía convencional para pacientes con sospecha de traumatismo vesical. Si se sospecha una lesión, se debe efectuar una uretrografía retrógrada en el que un contraste muestre la estructura de las vías urinarias bajas.

## Tratamiento
La lesión a la vejiga o a la uretra puede producir fuga de orina al abdomen, lo que puede causar una peritonitis. Este tipo de lesión es más común si la vejiga estaba llena al sufrir el traumatismo. La fuga de orina fuera de la vejiga producto de un golpe no penetrante puede minimizarse introduciendo una sonda en la uretra durante 7 a 10 días, con el fin de drenar la orina, mientras la vejiga se cura por sí misma. Para las lesiones más graves de la vejiga, en especial las heridas penetrantes, se suele realizar un acto quirúrgico para determinar el grado de la lesión y reparar los posibles desgarros sobre la vejiga y otros órganos pélvicos y abdominales. La orina es entonces retirada de la vejiga más eficazmente utilizando dos sondas, una insertada a través de la uretra (sonda transuretral) y otra introducida directamente en la vejiga a través del abdomen inferior (catéter suprapúbico). Ambos se retiran al cabo de 7 a 10 días o una vez que la vejiga haya curado satisfactoriamente.